# P.Y.T. (Pretty Young Thing)
A P.Y.T. (Pretty Young Thing) Michael Jackson amerikai zenész és énekes hatodik kislemeze Thriller című albumáról. 1983. szeptember 19-én jelent meg az Epic Recordsnál, és a 10. helyet érte el az amerikai Billboard Hot 100 slágerlistán, ahol az album hatodik top 10 slágere lett.
A dal eredeti demóváltozatát Jackson és Greg Phillinganes írta. Quincy Jones producernek ez a demó nem tetszett, de a cím igen, és James Ingrammel egy új dalt írtak ezzel a címmel. Jackson két testvére, La Toya és Janet is énekel a dalban. A P.Y.T.-t számos más énekes feldolgozta, többek közt Monica és Kanye West. Az eredeti demó a The Black Eyed Peas énekese, will.i.am által készített remixe szerepel a Thriller 25 albumon.
Jackson soha nem adta elő koncerten a dalt.

## Felvételek
James Ingram később elmondta, hogy Jacksonnal és Jonesszal dolgozni olyan, mintha az Óz, a csodák csodájába csöppent volna. „Mintha eljutottam volna Ózba, Quincy volt a varázsló, Michael Jackson pedig önmaga, a saját világában. A munkamoráljuk elképesztő. Felidézte, hogy Jones elaludt munka közben, de amikor kérdeztek tőle valamit, felébredt. „Sokat dolgozik alfa állapotban” – mondta Ingram. A háttérvokálosok közt ott van Jackson nővére, La Toya, és húga, Janet, akik a dal vége felé a kérdés-válasz szerű versszakban énekelnek Jacksonnal.
A dal eredeti, 1982 áprilisa és októbere közt felvett demója felkerült a 2004 novemberében megjelent Michael Jackson: The Ultimate Collection box setre.

## Megjelentetése és fogadtatása
A P.Y.T. (Pretty Young Thing) 1983.szeptember 19-én jelent meg, a Thriller utolsó előtti kislemezeként. A 10. helyet érte el a Billboard Hot 100-on és a 46.-t az R&B-slágerlistán. Az Egyesült Királyságban a 11. helyet érte el. A legsikeresebb a belga slágerlistán volt, ahol a 6. helyre került. Kanadában a 24., Németországban az 51. helyre került.
A dal vegyes kritikai fogadtatást kapott. Stephen Thomas Erlewine, az AllMusic munkatársa dicsérte, Christopher Connelly a Rolling Stone-tól azonban azt írta az albumról készült kritikájában, hogy a dal „nem ér fel a többi dal tökösségéhez”. Connelly szerint Jackson egyik hibája, hogy elcsábítja a giccs, és ezt a dalt hozta fel egyik példaként erre. Davitt Sigerson, szintén a Rolling Stone-tól, egyetértett vele, és a dalt a Thriller egyik felejthető számának tartotta. Jon Pareles a The New York Timestól könnyed tölteléknek nevezte a dalt, és úgy vélte, a többi dal tette a Thrillert sikeressé. Tal Rosenberg a Stylus Magazine-tól úgy vélte, a dal „csillogó R&B-szám”, az ugyanitt dolgozó Eric Henderson szerint „buja, friss diszkóparadicsom”.

## Feldolgozások és utalások a dalra
- A dal demóváltozatát Monica amerikai R&B-énekesnő is feldolgozta 2002-ben megjelent All Eyez on Me című dalában.[3][14] „Olyan vokálokat használtunk fel a dalból, ami a Thriller albumra nem került fel” – mondta a dal producere, Rodney Jerkins.[3] Jackson saját maga adta át az eredeti masztereket Monicának, akit nagyon meghatott a gesztus. „Életem első koncertje a Bad turnéhoz kötődik. Lenyűgözött. Mindig rajongója voltam Michaelnek, abból az egyszerű okból kifolyólag, hogy amit ő csinált, azt soha senki nem fogja tudni utánacsinálni. Ettől lesz valakiből legenda” – mondta Monica.[15][16]
- A dal refrénjét Memphis Bleek rapper felhasználta I Wanna Love U című számán, ami 2003-ban jelent meg M.A.D.E. című albumán.[3][17]
- A dalszöveg egy részét a Justice francia együttes felhasználta 2007-ben megjelent D.A.N.C.E. című számában, Jackson előtti tiszteletadásként.[18][19]
- Kanye West felhasznál egy részletet a dalból Good Life című dalában, ami Graduation című, 2007-ben megjelent albumának harmadik kislemeze.[20]
- A Warner Bros. 2008-as, Another Cinderella Story című filmjében elhangzó New Classic című szám utal Jackson számára (az eredetileg Pretty Young Thing – kb. 'csinos fiatal csajszi' – jelentésű P.Y.T. betűszóból újat alkotva: paid, young, and taking on the world from the driver's seat/trying everything just to reach your dreams – pénzes, fiatal és meghódítja a világot a sofőrülésről/mindent megtesz, hogy elérje álmait).
- T-Pain és Robin Thicke R&B-énekesek feldolgozták a dalt Quincy Jones 2010-ben megjelent, Q: Soul Bossa Nostra című albumán.
- A Glee – Sztárok leszünk! televíziós sorozat Silly Love Songs című epizódjában a Kevin McHale által alakított Artie Abrams nevű szereplő énekli el a dalt.

## Számlista
7" kislemez (USA, Hollandia)
- P.Y.T. (Pretty Young Thing) – 3:58
- Workin’ Day and Night (Live) – 4:26

7" kislemez (Egyesült Királyság)
- P.Y.T. (Pretty Young Thing) – 3:59
- This Place Hotel (The Jacksons-szám) – 4:40

7" kislemez (Franciaország)
- P.Y.T. (Pretty Young Thing) – 3:59
- Human Nature – 4:05

12" kislemez (Egyesült Királyság)
- P.Y.T. (Pretty Young Thing) – 3:59
- This Place Hotel (The Jacksons-szám) – 4:40
- Thriller (Instrumental) – 5:56

12" kislemez (Franciaország)
- P.Y.T. (Pretty Young Thing) – 3:59
- Workin’ Day and Night – 5:12
- Human Nature – 4:05

12" kislemez (Spanyolország)
12" kislemez (Hollandia)
- P.Y.T. (Pretty Young Thing) – 3:58
- Thriller (Instrumental) – 5:56
- Workin’ Day and Night (Live) – 4:26

## Hivatalos változatok, remixek
- Album version – 3:58
- Demo version – 3:47
- 2008 remix with Will.i.am – 4:21
- Instrumental (kiadatlan) – 3:58

## P.Y.T. (Pretty Young Thing) 2008
A Black Eyed Peas együttes rappere, will.i.am remixet készített a dalból a Thriller album megjelenésének 25. évfordulója alkalmából kiadott Thriller 25 albumra. Will.i.am így nyilatkozott a lehetőségről: „Az ember többnyire csak álmodni mer még arról is, hogy találkozzon Jacksonnal, nemhogy még dolgozzon is vele. El se tudtam hinni. Los Angeles keleti részén nőttem fel a gettóban, a Thriller videóklipjét tőlünk két sarokra forgatták, de anyám nagyon szigorú volt és nem engedett el a gyárba, ahol a forgatás volt – nem érdekelte, ki forgat ott klipet. De 25 évvel később itt vagyok a 25. évfordulón – ez elképesztő.” A P.Y.T. (Pretty Young Thing) 2008 című remixet kedvező fogadtatásban részesítette a Rolling Stone; kritikusuk ezt és a The Girl Is Mine 2008-t nevezte meg az album két legjobb dalaként, és megjegyezte, hogy will.i.am „modernizálja az eredeti hangzást, hogy huszonöt évvel a megjelenése után is táncolhatóvá tegye.”

## Helyezések
| Slágerlista (1983)              | Legmagasabb helyezés |
| ------------------------------- | -------------------- |
| Belga kislemezlista             | 6                    |
| Brit kislemezlista              | 11                   |
| Kanadai kislemezlista           | 24                   |
| Holland kislemezlista           | 14                   |
| Német kislemezlista             | 51                   |
| USA Billboard Hot 100           | 10                   |
| USA R&B Singles Chart           | 46                   |
| Slágerlista (2009)              | Legmagasabb helyezés |
| Brit kislemezlista              | 98                   |
| USA Billboard Hot Digital Songs | 14                   |

## Közreműködők
- Quincy Jones: producer, zeneszerzés, dalszöveg, elrendezés
- James Ingram: zeneszerzés, dalszöveg, elrendezés, háttérvokálok
- Greg Phillinganes: szintetizátor, szintetizátorprogramozás
- Michael Boddicker: vokóder, emulátor
- James Ingram: Portasound billentyűk
- Paul Jackson: gitárok
- Louis Johnson: elektromos basszusgitár
- N'dugu Chancler: dobok
- Michael Jackson, Louis Johnson, Greg Phillinganes, James Ingram, Steven Ray: taps
- Janet Jackson, La Toya Jackson, Becky Lopez, Bunny Hull: háttérvokálok (P.Y.T.-k)
- Howard Hewett: háttérvokálok